# USS Alligator (1862)
| ПЧ типу Алігатор           | ПЧ типу Алігатор                                       | ПЧ типу Алігатор                                       |
| -------------------------- | ------------------------------------------------------ | ------------------------------------------------------ |
| Alligator mississippiensis |                                                        |                                                        |
|                            |                                                        |                                                        |
| Алігатор                   |                                                        |                                                        |
| Під прапором               | США                                                    | США                                                    |
| Спуск на воду              | 1 листопада 1861 р                                     | 1 листопада 1861 р                                     |
| Виведений зі складу флоту  | 13 липня 1863 р.                                       | 13 липня 1863 р.                                       |
| Сучасний статус            | затонув при буксируванні                               | затонув при буксируванні                               |
| Проєкт                     |                                                        |                                                        |
| Основні характеристики     |                                                        |                                                        |
| Швидкість (підводна)       | 2-4 вузла (3,7-7,4 км/год)                             | 2-4 вузла (3,7-7,4 км/год)                             |
| Гранична глибина занурення | 2.1 м                                                  | 2.1 м                                                  |
| Екіпаж                     | 12 осіб (командир, рульовий, 1-2 водолази, 8 веслярів. | 12 осіб (командир, рульовий, 1-2 водолази, 8 веслярів. |
| Розміри                    |                                                        |                                                        |
| Довжина найбільша (по КВЛ) | 14 м                                                   | 14 м                                                   |
| Ширина корпусу найб.       | 1,37 м                                                 | 1,37 м                                                 |
| Висота                     | 1,8 м                                                  | 1,8 м                                                  |
| Водотоннажність надводна   | 275 т                                                  | 275 т                                                  |
| Озброєння                  |                                                        |                                                        |
| Зображення на Вікісховищі  |                                                        |                                                        |

USS «Алігатор» — перший відомий в ВМС США підводний човен, котрий брав участь у Громадянській війні в США. 

## Будівництво
Восени 1861 року Військово-морські сили США замовили у фірми Neafie & Levy побудову невеликого підводного човна, розробленого французьким інженером Бруттом де Вільруа, який також виступав як керівник у ході першого етапу будівництва. Розміри корабля становили близько 30 футів (9 м) в довжину і 6 футів (1,8 м) або 8 футів (2,4 м) в діаметрі. Човен був виготовлений із заліза, мав невеликі круглі скляні пластини для освітлення у верхній частині і містив кілька водонепроникних відсіків. Для приведення в рух, він був оснащений шістнадцятьма ручними веслами, що виступали з бортів, але 3 липня 1862, весла були замінені на ручний гвинт, що вдвічі збільшило його швидкість, до чотирьох вузлів. Повітря поставлялося з поверхні двома трубками з поплавками з допомогою повітряного насоса всередині підводного човна. 
Військово-морський флот потребував подібне судно для боротьби із загрозою для кораблів з дерев'яним корпусом з боку колишнього гвинтового фрегата «Мерримак», котрий, за даними розвідки, в Норфолк Navy Yard був переобладнаний у броненосець для Конфедерації («Вірджинія»). Згідно з угодою ВМФ з філадельфійським суднобудівником вказувала, що підводний човен повинен був би побудованим за термін не більше 40 днів. Його кіль був закладений майже відразу після підписання контракту на будівництво 1 листопада 1861. Попри це, через повільну роботу, будівництво човна було завершено через понад 180 днів, 1 травня 1862[джерело?].

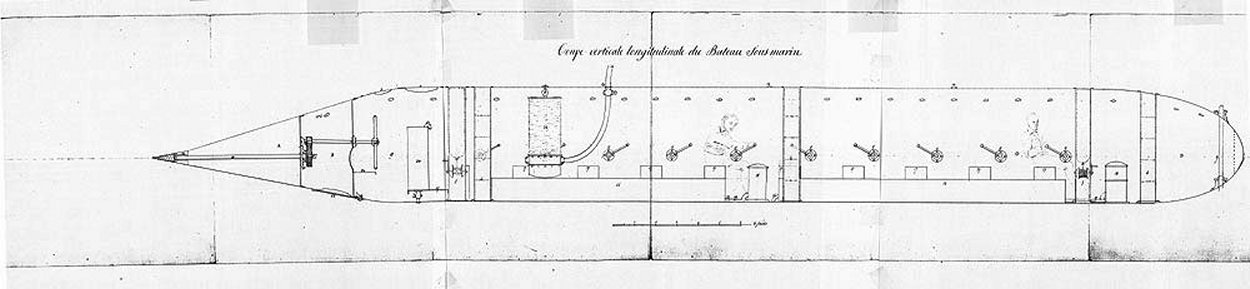
Робоче креслення човна

## Експлуатація
Потім його відбуксирували до військово-морської верфі у Філадельфії для обладнання і укомплектовування. Два тижні по тому, човен передали під цивільне командуванням Самуеля Ікинса. 13 червня військово-морський флот офіційно прийняв цей маленький, унікальний корабель.

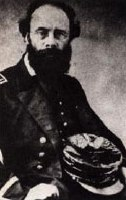
Самуель Ікінс, перший командир «Алігатора»

Потім пара буксирів відбуксирувала човен до Гемптон-Роудс, Вірджинія. В Норфолк, підводний човен був пришвартований до колісного пароплава, котрий повинен був виступати як його плавбаза під час служби.
Через деякий час після досягнення Гемптон-Роудс 23 червня, підводний човен отримав назву «Алігатор», котра незабаром з'явилася в офіційному листуванні. Для корабля розглядалося кілька завдань: знищення мосту через Свіфт-Крік, притоку річки Аппоматтокс; усунення перешкод на річці Джеймс у Форту Дарлінг, які заважали канонерським човнам Союзу піднятися вгору за течією, щоб підтримати генерала Макклеллана на півострові в напрямку Ричмонда; а також підрив CSS Virginia II, якщо цей броненосець буде вчасно добудований і відправлений вниз за течією для атаки на війська Союзу.
Командувач Джон Роджерс, старший морський офіцер оглянувши «Алігатор» повідомив, що ані річка Джеймс від Форту Дарлінг, ані річка Апоматтокс біля мосту не були досить глибокими, аби підводний човен був здатний зануритися повністю. Крім того, він побоювався, що в той час як наявний театр бойових дій не містив цілей доступних для підводного човна, і союзні канонерські човни під його командуванням були б дуже уразливими для атак ворога, та існувала загроза потрапляння «Алігатора» до рук ворога. Тому він попросив дозволу відправити підводний човен назад в Гемптон-Роудс.
Корабель попрямував вниз по річці 29 червня, а потім отримав наказ перейти до верфі ВМС у Вашингтоні для проведення додаткових експериментів і тестування. У серпні, лейтенант Томас Селфрідж отримав у командування «Алігатора», і він був переданий військово-морському екіпажу. Випробування виявилися незадовільними. На заводі Navy Yard 3 липня 1862 року весла були замінені на ручний гвинт, що вдвічі збільшило його швидкість, до чотирьох вузлів.
18 березня 1863 року президент Лінкольн оглянув підводний човен під час його експлуатації. Приблизно в цей час, контр-адмірал Семюел Френсіс дю Пон зацікавився підводним човном та наказав відбуксирувати підводний човен до Порт-Роял (Південна Кароліна). Буксирування почалося 31 березня. Наступного дня два кораблі зіткнулися в погану погоду, 2 квітня негода змусила буксир «Sumpter» залишити «Алігатор» дрейфувати біля мису Гаттерас. Підводний човен або відразу затонув, або дрейфував деякий час до остаточного занурення, що завершило його кар'єру як першого підводного човна ВМС США.